# Задушница (филм, 1981)
Задушница е български телевизионен игрален филм (новела, историко-революционна драма) от 1981 година по сценарий и режисура на Игор Кюлюмов, а оператор Константин Занков. Музика Александър Бръзицов, а художник е Богомил Булгар. 

## Актьорски състав
| В главните роли        | Изпълнител         |
| ---------------------- | ------------------ |
| майката на партизанина | Анна Пенчева       |
| майката на полицая     | Полина Доростолска |
| партизанинът           | Пламен Масларов    |
| свещеникът             | Никола Тодев       |
|                        | Юли Тончев         |
|                        | Ивайло Тренчев     |